# 박해일
박해일(1977년 1월 26일 ~ )은 대한민국의 배우이다.

## 경력
- 2000년 연극 《청춘예찬》을 통해 연극배우로 정식 데뷔
- 그해 백상예술대상 연극부문 신인상을 수상했으며,
- 2006년 3월 11일 방송작가 서유선과 결혼하였다.
- 2011년 영화 《최종병기 활》로 청룡영화상, 대종상에서 남우주연상을 수상했다.

## 연기 활동

### 영화
| 연도 | 제목                  | 역할                 | 비고     |
| ---- | --------------------- | -------------------- | -------- |
| 2001 | 와이키키 브라더스     | 어린 성우            |          |
| 2002 | 후아유                | 사진 속 남자         | 우정출연 |
| 2003 | 질투는 나의 힘        | 이원상               |          |
| 2003 | 국화꽃 향기           | 서인하               |          |
| 2003 | 살인의 추억           | 박현규               |          |
| 2003 | 오디션                | 윤지석               | 단편영화 |
| 2003 | 쇼우 미               |                      |          |
| 2003 | 모빌                  | 영민                 | 단편영화 |
| 2004 | 인어공주              | 김진국               |          |
| 2005 | 연애의 목적           | 이유림               |          |
| 2005 | 소년, 천국에 가다     | 배네모               |          |
| 2006 | 괴물                  | 박남일               |          |
| 2007 | 좋지 아니한가         | 미스터리한 선생 경호 | 우정출연 |
| 2007 | 극락도 살인사건       | 제우성               |          |
| 2008 | 모던 보이             | 이해명               |          |
| 2009 | 10억                  | 한기태               |          |
| 2009 | 굿모닝 프레지던트     | 괴청년               | 특별출연 |
| 2010 | 이끼                  | 류해국               |          |
| 2010 | 맛있는 인생           | 봉 감독(목소리)      |          |
| 2010 | 짐승의 끝             | 야구모자             |          |
| 2011 | 심장이 뛴다           | 이휘도               |          |
| 2011 | 최종병기 활           | 남이                 |          |
| 2012 | 인류멸망보고서        |                      | 까메오   |
| 2012 | 은교                  | 이적요               |          |
| 2012 | 나는 공무원이다       | 한준희               | 특별출연 |
| 2012 | 내가 고백을 하면      |                      | 특별출연 |
| 2013 | 고령화가족            | 오인모               |          |
| 2014 | 경주                  | 최현                 |          |
| 2014 | 산타바바라            | 기자(목소리)         | 특별출연 |
| 2014 | 제보자                | 윤민철PD             |          |
| 2014 | 나의 독재자           | 김태식               |          |
| 2015 | 필름시대사랑          | 조명부 퍼스트        |          |
| 2015 | 동행                  |                      | 단편영화 |
| 2016 | 덕혜옹주              | 김장한               |          |
| 2017 | 남한산성              | 인조                 |          |
| 2018 | 상류사회              | 장태준               |          |
| 2018 | 군산: 거위를 노래하다 | 윤영                 |          |
| 2018 | 컨트롤                |                      |          |
| 2019 | 나랏말싸미            | 신미 스님            |          |
| 2021 | 행복의 나라로         | 남식                 |          |
| 2022 | 헤어질 결심           | 해준                 |          |
| 2022 | 한산: 용의 출현       | 이순신               |          |

### 연극
- 2000년 《청춘예찬》
- 2003년 《대대손손》

### 드라마
| 연도 | 방송 | 제목                                     | 역할          | 비고                     |
| ---- | ---- | ---------------------------------------- | ------------- | ------------------------ |
| 1997 | MBC  | 남자 셋 여자 셋                          | 학생          | 단역                     |
| 1997 | MBC  | 경찰청사람들                             |               | ep.193 (여우골의 변사체) |
| 2004 | MBC  | 한뼘드라마 - 어느 새의 초상화를 그리려면 | 젊은이        |                          |
| 2014 | tvN  | 아홉수 소년                              | 아홉수 피해자 | 특별출연                 |
| 2025 | MBC  | 노무사 노무진                            | 목소리        | 특별출연                 |

### 뮤직비디오
| 연도   | 가수명             | 곡명                |
| ------ | ------------------ | ------------------- |
| 2000년 | 김돈규             | 〈단〉              |
| 2003년 | 브라운 아이드 소울 | 〈정말 사랑했을까〉 |

## 수상 및 후보
| 연도 | 시상식                                 | 부문                            | 작품                         | 결과 |
| ---- | -------------------------------------- | ------------------------------- | ---------------------------- | ---- |
| 2000 | 제36회 백상예술대상                    | 연극부문 남자 신인연기상        | 청춘예찬                     | 수상 |
| 2003 | 제26회 황금촬영상                      | 신인남우상                      | 국화꽃 향기                  | 수상 |
| 2003 | 제40회 대종상                          | 신인남우상                      | 국화꽃 향기                  | 후보 |
| 2003 | 제2회 대한민국 영화대상                | 신인남우상                      | 질투는 나의 힘               | 수상 |
| 2003 | 제2회 대한민국 영화대상                | 남우조연상                      | 살인의 추억                  | 후보 |
| 2003 | 제4회 부산영화평론가협회상             | 신인남우상                      | 질투는 나의 힘               | 수상 |
| 2003 | 제6회 디렉터스 컷 시상식               | 올해의 신인연기자상             | 질투는 나의 힘               | 수상 |
| 2003 | 제8회 여성관객영화상                   | 최고의 남자배우상               | 질투는 나의 힘               | 수상 |
| 2003 | 제11회 이천춘사대상영화제              | 신인남우상                      | 질투는 나의 힘               | 수상 |
| 2003 | 제23회 한국영화평론가협회상            | 신인남우상                      | 질투는 나의 힘               | 수상 |
| 2003 | 제24회 청룡영화상                      | 신인남우상                      | 질투는 나의 힘               | 후보 |
| 2003 | 씨네21 영화상                          | 올해의 남자신인배우             | 질투는 나의 힘               | 수상 |
| 2004 | 제3회 대한민국 영화대상                | 남우주연상                      | 인어공주                     | 후보 |
| 2004 | 제9회 여성관객영화상                   | 그나마 희망적인 남성캐릭터상    | 인어공주                     | 수상 |
| 2005 | 제4회 대한민국 영화대상                | 남우주연상                      | 연애의 목적                  | 후보 |
| 2005 | 제26회 청룡영화상                      | 남우주연상                      | 연애의 목적                  | 후보 |
| 2005 | 제3회 코리아 패션 월드 어워드          | 영화부문 올해의 베스트 드레서상 | 연애의 목적                  | 수상 |
| 2006 | 제42회 백상예술대상                    | 영화부문 남자 최우수연기상      | 연애의 목적                  | 후보 |
| 2006 | 제9회 디렉터스 컷 시상식               | 올해의 연기자상                 | 괴물                         | 수상 |
| 2007 | 제3회 앙드레김 베스트 스타 어워드      | 스타상                          | 빈칸                         | 수상 |
| 2008 | 제16회 대한민국 문화연예대상           | 영화부문 남자 우수연기상        | 모던 보이                    | 수상 |
| 2011 | 제15회 부천국제판타스틱영화제          | 올해의 배우상                   | 최종병기 활                  | 수상 |
| 2011 | 제48회 대종상                          | 남우주연상                      | 최종병기 활                  | 수상 |
| 2011 | 제32회 청룡영화상                      | 남우주연상                      | 최종병기 활                  | 수상 |
| 2011 | 제27회 코리아 베스트드레서 스완 어워드 | 영화배우부문                    | 최종병기 활                  | 수상 |
| 2011 | 제19회 대한민국 문화연예대상           | 영화부문 연기대상               | 최종병기 활                  | 수상 |
| 2012 | 제7회 아시아 모델상 시상식             | 아시아특별상                    | 빈칸                         | 수상 |
| 2012 | 제6회 아시안 필름 어워즈               | 남우주연상                      | 최종병기 활                  | 후보 |
| 2012 | 제6회 아시안 필름 어워즈               | 가장 좋아하는 남자배우상        | 최종병기 활                  | 후보 |
| 2012 | 제48회 백상예술대상                    | 영화부문 남자 최우수연기상      | 최종병기 활                  | 후보 |
| 2014 | 제23회 부일영화상                      | 남우주연상                      | 경주                         | 후보 |
| 2014 | 제51회 대종상                          | 남우주연상                      | 제보자                       | 후보 |
| 2014 | 제35회 청룡영화상                      | 남우주연상                      | 제보자                       | 후보 |
| 2015 | 제2회 들꽃영화상                       | 남우주연상                      | 경주                         | 후보 |
| 2017 | 제1회 한국시나리오작가협회상           | 남우주연상                      | 덕혜옹주                     | 수상 |
| 2017 | 제37회 황금촬영상                      | 최우수 남우주연상               | 덕혜옹주                     | 수상 |
| 2017 | 제1회 신필름예술영화제                 | 상업영화부문 배우상             | 빈칸                         | 수상 |
| 2017 | 제22회 소비자의 날                     | 문화인부문                      | 남한산성                     | 수상 |
| 2022 | 제27회 춘사국제영화제                  | 남우주연상                      | 헤어질 결심                  | 수상 |
| 2022 | 제31회 부일영화상                      | 남우주연상                      | 헤어질 결심                  | 수상 |
| 2022 | 제43회 청룡영화상                      | 남우주연상                      | 헤어질 결심                  | 수상 |
| 2022 | 제58회 대종상                          | 남우주연상                      | 헤어질 결심                  | 수상 |
| 2022 | 제23회 부산영화평론가협회상            | 남자연기자상                    | 헤어질 결심                  | 수상 |
| 2022 | 씨네21 영화상                          | 올해의 남자배우                 | 헤어질 결심, 한산: 용의 출현 | 수상 |
| 2023 | 제21회 디렉터스 컷 시상식              | 올해의 남자배우상               | 헤어질 결심                  | 수상 |
| 2023 | 제16회 아시안 필름 어워즈              | 남우주연상                      | 헤어질 결심                  | 후보 |
| 2023 | 제59회 백상예술대상                    | 영화부문 남자 최우수연기상      | 헤어질 결심                  | 후보 |